# Predrag Gajic
Predrag Gajic (Loznica, 4 settembre 1972) è un ex calciatore croato, di ruolo centrocampista o attaccante.

## Carriera
Ha giocato nella massima serie dei campionati serbo, ungherese e bosniaco.